# Bombdådet på McGurk's Bar

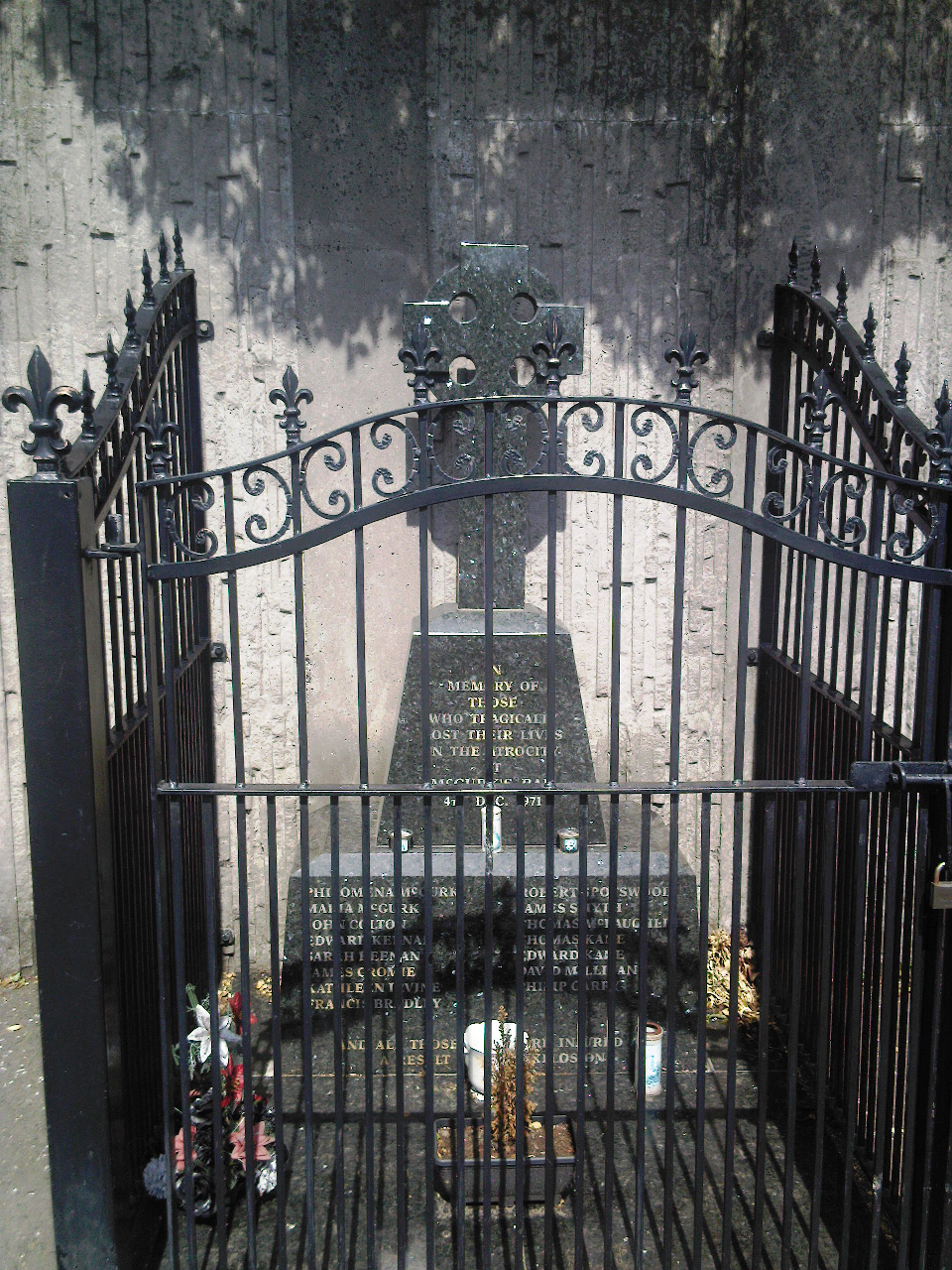
Minnesmärke över offren från attentatet på McGurk's Bar.

Bombdådet på McGurk's Bar var en av de första större terroraktionerna under konflikten i Nordirland. 
Tramore Bar, populärt kallad McGurk's Bar, var en pub på Queen Street i New Lodge i Belfast i Nordirland, ett område med huvudsakligen katolsk befolkning. På kvällen den 4 december 1971 exploderade en bomb på puben och dödade femton personer, varav två barn, och skadade sjutton. Det ledde till omfattande protester och kravaller i Belfast med ett tiotal skadade.
Polisens teori var att bomben hade placerats i puben av medlemmar av provisoriska IRA, som var i konflikt  med officiella IRA, eller att den hade exploderat för tidigt på väg mot ett annat mål, men teorierna undersöktes inte ytterligare. 
Medlemmar av Ulster Volunteer Force (UVF) hade observerats när de placerade bomben och dagen efter explosionen erkände organisationen att de stod bakom aktionen. Efterforskarna från Royal Ulster Constabulary  undersökte inte påståendet, men sju år efter angreppet erkände en medlem av UVF att han hade kört flyktbilen efter dådet. Han åtalades och dömdes till femton gånger livstids fängelse. Inga andra har åtalats för brottet och lokalbefolkningen i New Lodge har krävt en ny granskning av attentatet och polisutredningen.
År 2001 uppfördes ett minnesmärke över offren på platsen.